# Cirurgia toràcica
La cirurgia toràcica és el camp de la cirurgia que participen en el tractament quirúrgic de les malalties que afecten òrgans a l'interior del tòrax (el pit), amb excepció del cor. Generalment el tractament de les condicions dels pulmons, la paret toràcica, l'esòfag i el diafragma.